# Dunderlandsbanen
Dunderlandsbanen er en tidligere industribane i Norge, der nu er en del af Nordlandsbanen. Banen var oprindeligt 23,7 km lang og gik fra Storforshei i Dunderlandsdalen til Gullsmedvik ved Mo i Rana. Den blev anlagt af selskabet Dunderland Iron Ore Company Ltd (DIOC) med henblik på transport af malm fra deres mine ved Storforshei til havnen i Gullsmedvik.
Banen var i drift i perioder fra 1904 til 1908/1909, fra 1924 til 1931 og i 1938-1939. Imens arbejdede NSB på den almindelige jernbane Nordlandsbanen, der nåede Mo i Rana 20. marts 1942. NSB ønskede oprindeligt, at det næste stykke af banen skulle anlægges uafhængigt af Dunderlandsbanen. Men den tyske besættelsesmagt, der herskede på det tidspunkt, havde travlt med at komme videre nordpå, og banen blev derfor beslaglagt, så den kunne bruges som forlængelse. 15. maj 1942 blev Nordlandsbanen så sluttet til Dunderlandsbanen ved Tverrånes, lidt nord for Gullsmedvik. Ved Storforshei havde Dunderlandsbanen fortsat på en bro over Ranelva til minen, men Nordlandsbanen blev på den anden side. Her var der endestation, indtil det næste stykke af banen til Grønfjelldal åbnede 12. april 1943.
Beslaglæggelsen i 1942 fungerede formelt ved, at NSB stod for driften, mens DIOC fortsat stod som ejer af banen. I 1947 indgik den norske stat en aftale om køb af DIOC's ejendomme i Norge, hvilke førte til at NSB overtog banen officielt 1. juli 1947. I 1950'erne blev banen ombygget og omlagt flere steder. Flere steder, hvor der var fare for skred, blev der anlagt tunneller, og de gamle træviadukter blev erstatter af nye broer eller dæmninger. I forbindelse med overtagelsen og ved senere lejligheder blev der desuden anlagt nogle stationer, men i dag er der kun Skonseng tilbage. Transporten af malm fra Storforshei til Gullsmedvik kom i gang igen i 1964, fra 1983 dog fra Ørtfjell.